# 串燒冤家
《串燒冤家》（英語：Three in Acrowd），是香港電視廣播有限公司製作的時裝喜劇電視劇，於1989年9月25日至1989年10月20日首播，全劇共20集，監製潘嘉德。此剧平均收视率为43点。

## 剧情简介
獸醫羅顯仲（廖伟雄饰）为一个淡泊名利，热爱生活的兽医，其母罗李汝勤（苏杏璇饰）则是个自以为是的知识分子，爱逞强且又霸道。不久，仲便迎娶了青梅竹馬的女友方嬣（陳敏兒饰）為妻，方嬣婚後獲得導演方堅庭（邵仲衡饰）介紹成为了美術指導，并開展了其事業。方嬣同父異母的妹妹美琪（梁珮玲饰）為美术指导助理，她鍾情堅庭两人更发展了一段“办公式恋情”，雖然琪得知庭已有妻室，仍決意與他展開戀情。由于工作顺境，嬣的压力逐渐增大，婷亦逐渐变得霸道起来，方嬣與家婆羅李汝勤本來相處融洽，後來她為了事業，常與汝勤、顯仲起衝突，而且她以為婚姻有第三者介入，與顯仲的感情遂出現了極大危機。另一方面，顯仲之兄羅顯祖（李國麟饰）婚後仍風流成性，終於因此與妻子分居，他此時逐漸領略到失婚的空虛，遂力圖挽回自己的婚姻，但在“又痒又怕痛”的心情下，他会否再自投罗网，步入婚姻的圈套？

## 演员表
- 廖伟雄 饰 羅顯仲
- 苏杏璇 饰 罗李汝勤
- 陳敏兒 饰 方嬣
- 邵仲衡 饰 方堅庭
- 梁珮玲 饰 方美琪
- 张凤妮 饰 祖儿
- 李國麟 飾 羅顯祖
- 吴孟达 方嘉爵
- 朱威廉
- 罗兰
- 曾慧云
- 夏萍
- 梁盛子
- 朱威廉
- 李龙基
- 黄成想
- 谢月美
- 谭一清
- 陈嘉贤

## 電視節目的變遷
| 香港無綫電視翡翠台 星期一至五 19:30-20:30 時段 | 香港無綫電視翡翠台 星期一至五 19:30-20:30 時段 | 香港無綫電視翡翠台 星期一至五 19:30-20:30 時段 |
| ---------------------------------------------- | ---------------------------------------------- | ---------------------------------------------- |
|                                                | 串烧冤家 (1989.09.25- 1989.10.20)              |                                                |
| 摘星的女人 (1989.08.21 - 1989.09.22)           | 家山有福 (1989.10.23 - 1989.11.17)             |                                                |